# Angie Chiu
Angie Chiu, née le 15 novembre 1954 à Hong Kong, est une actrice hongkongaise.

## Biographie
En 1973, elle est 3ème dauphine de Miss Hong Kong.
Angie est surtout connue pour son rôle principal dans la série The Bund, en face de Chow Yun-fat et Ray Lui.

## Filmographie et téléfilmographie
- Mr Boo détective privé (titre original cantonais : Bun Gan Baat Leong - Titre anglais : The Private Eyes - Michael Hui, 1976)
- God of Sabre (TVB, 1978)
- The Heaven Sword and Dragon Saber (TVB, 1978)
- Chor Lau-heung (TVB, 1979)
- The Bund (TVB, 1980)
- The Other Side Of The Horizon (TVB, 1984)
- The Flying Fox of Snowy Mountain (雪山飛狐) (TVB, 1985)
- The Yang's Saga (楊家將) (TVB, 1985)
- Reincarnated Princess (1985)
- The Chronicles of Emperor Qianlong (Xi Shuo Qian Long) (China TV, 1991) with Adam Cheng co-stars
- The Legend of the White Snake (TVB, 1992/ TTV, 1995)
- Point of No Return (2003)
- Warriors of the Yang Clan (2004)
- Snow Mother (雪娘)